# Hersilia asiatica
Espèce
Hersilia asiatica est une espèce d'araignées aranéomorphes de la famille des Hersiliidae.

## Distribution
Cette espèce se rencontre en Chine au Guangdong, au Zhejiang et à Chongqing, à Taïwan, au Laos et en Thaïlande,..

## Description
Les mâles mesurent de 5,19 à 6,30 mm et les femelles de 6,18 à 7,29 mm.

## Publication originale
- Song & Zheng, 1982 : A new spider of the genus Hersilia from China (Araneae: Hersiliidae). Acta Zootaxonomica Sinica, vol. 7, no 1, p. 40-42.